# Instituto Grantham - Cambio Climático y Medio Ambiente

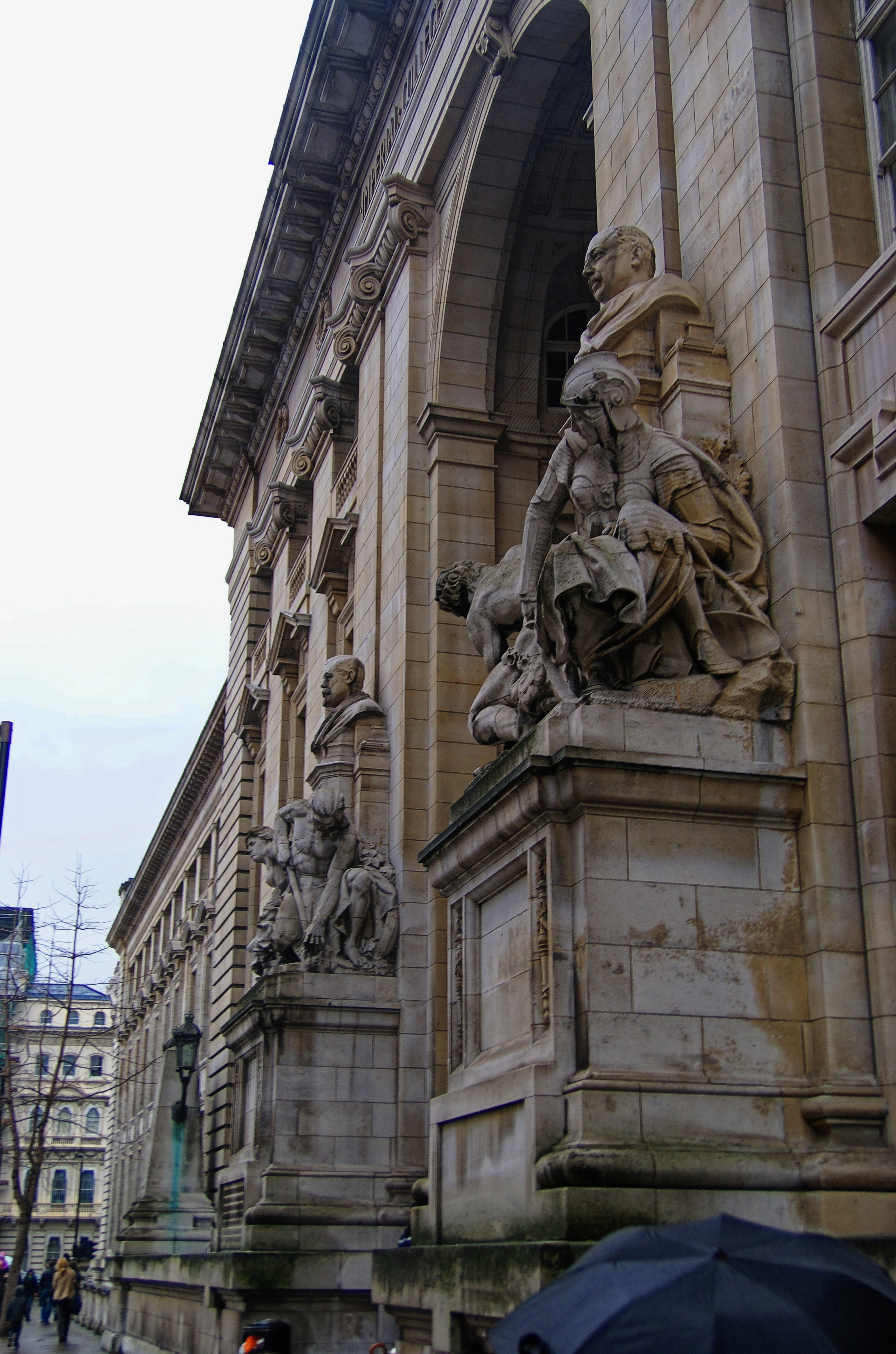
Entrada, en Prince Consort Road (Londres), del Imperial College, al que está adscrito el Instituto Grantham - Cambio Climático y Medio Ambiente.

El Instituto  Grantham - Cambio Climático y Medio Ambiente (GICCE por sus siglas en inglés, anteriormente Instituto Grantham para el Cambio Climático) es uno de los 5 institutos globales en el Imperial College London y uno de los 3 centros del Reino Unido patrocinados por la Fundación Grantham para la Protección del Medio Ambiente. El GICCE se estableció en 2007 con una donación de 12 millones de libras esterlinas (£) de esta fundación, creada por Hannelore y Jeremy Grantham.
El GICCE reúne a expertos del Imperial College en cambio climático y cambio medioambiental para investigar el calentamiento mundial y lograr que estas investigaciones tengan verdadero impacto mundial. Su objetivo es mejorar la interacción entre investigadores y decisores empresariales y gubernamentales, comunicándoles los resultados de las investigaciones para que sus decisiones se basen en las evidencias científicas disponibles.

## Investigación
Las investigaciones del instituto se centran en 4 "temas":
1. Ciencia de sistemas de la Tierra, incluyendo modelización de procesos climáticos, interacciones biosfera-atmósfera y retroalimentaciones.
2. Riesgos, extremos y cambio irreversible, incluida la probabilidad de acontecimientos extremos en el futuro, y su impacto potencial.
3. Futuros sostenibles, incluyendo la transición a una economía baja en carbono, mitigación natural del calentamiento mundial, almacenamiento de dióxido de carbono en ecosistemas, y marcos de mercados y de políticas para apoyar una economía baja en carbono.
4. Ecosistemas vulnerables y bienestar humano, incluyendo los impactos de los cambios climáticos y medioambientales en los ecosistemas, planes de gestión sostenible y políticas para abordar estos impactos.

## Implicación en las políticas medioambientales y climáticas
En el instituto existe un equipo de políticas dedicado a proyectos de investigación, publicaciones, asociaciones y acontecimientos, con el objetivo de comunicar la ciencia que está detrás del cambio medioambiental mundial y sus impactos. Este equipo publica artículos breves para difundir —a gobiernos, empresas y ONG— la comprensión científica, las posibles soluciones y los resultados de investigaciones.

## Institutos asociados al GICCE
La Fundación Grantham para la Protección del Medio Ambiente también financia otros 2 institutos de investigación: uno en la Escuela de Economía y Ciencia Política de Londres, el Instituto de Investigación Grantham sobre Cambio Climático y Medio Ambiente, y el otro, en el Instituto Indio de Ciencia, Bangalore, el Centro Divecha para el Cambio Climático.

## Liderazgo
Los codirectores del GICCE son los profesores Joanna Haigh y Martin Siegert.
Preside el instituto sir Brian Hoskins, profesor de meteorología (de 1981 a la actualidad) en la Universidad de Reading. Brian Hoskins fue director del instituto de 2008 a 2014.

## Proyectos
Las asociaciones del GICCE con los sectores público y privado incluyen:
- Clima KIC, un consorcio académico, empresarial y público parte de la Comunidad de Conocimiento e Innovación (KIC por sus siglas en inglés), una iniciativa del Instituto europeo de Innovación y Tecnología.[7]

- Departamento de servicios del ecosistema para reducción de la pobreza, dirigido por la Universidad de Edimburgo. Este departamento lidera el programa de investigación sobre servicios del ecosistema para aliviar la pobreza (ESPA por sus siglas en inglés), que pretende mejorar la comprensión de los ecosistemas, los servicios que proporcionan y su relación con la economía política y el desarrollo sostenible.[8]

- El programa AVOID (en inglés "evitar"), un programa de investigación financiado estatalmente para «evitar un cambio climático peligroso».[9] Este programa está dirigido por el Centro Hadley de la Met Office (la agencia meteorológica del Reino Unido) y los otros socios son el Instituto Walker en Reading, y el Centro Tyndall. Este programa trabaja para informar las decisiones del Gobierno del Reino Unido que tienen por objetivo evitar un cambio climático peligroso causado por emisiones de gases de efecto invernadero.